# Archiv Jugoslávie
Archiv Jugoslávie (srbsky Архив Југославије) je instituce, která schraňuje archivní materiál, který vznikl ze strany ústředních orgánů a organizací bývalé Jugoslávie, které existovaly v letech 1918 až 2006. Zahrnuje materiály, jejichž původcem byly Království Srbů, Chorvatů a Slovinců, Socialistickou federativní republiku Jugoslávii, Svazovou republiku Jugoslávii a státní společenství Srbské a Černá Hora.
Archiv sídlí v budově, která se nachází v lokalitě Senjak nedaleko Topčideru. Adresa archivu je Vase Pelagića 33.

## Založení archivu
Iniciativa na vznik tohoto archivu se objevila již v době existence Království Srbů, Chorvatů a Slovinců v roce 1920. Archiv byl nicméně ustanoven teprve až v roce 1950 jako Státní archiv FNRJ (srbsky Државна архива ФНРЈ). Současný název se používá od roku 1964 (v té době také byl v názvu použito slovo archiv s mužským a nikoliv ženským rodem). V letech 2003 až 2009 se jmenoval Archiv Srbska a Černé Hory (srbsky Arhiv Srbije i Crne Gore).

## Archivované materiály
Archiv má fond, jehož celková délka činí 24,5 km materiálů. Vznikly v letech 1914 až 2006. Materiály z období královské Jugoslávie tvoří 146 fondů a z období existence Jugoslávie socialistické potom 663 fondů. Do druhých uvedených spadá ale i doba až do roku 2006.